# Polysyncraton canetense
Polysyncraton canetense är en sjöpungsart som beskrevs av Brément 1913. Polysyncraton canetense ingår i släktet Polysyncraton och familjen Didemnidae. Inga underarter finns listade i Catalogue of Life.